# Édouard Logereau
Édouard Logereau, né le 14 février 1925 à Paris et mort le 28 mai 2007 à Argentan, est un réalisateur français.

## Biographie
Ancien élève de l'IDHEC, Édouard Logereau commence sa carrière de cinéaste en réalisant des courts métrages documentaires de commande. Il tourne deux longs métrages au cours des années 1960 et travaille ensuite pour la télévision.

## Filmographie
Courts métrages
- 1947 : Un jour d'été en Laponie
- 1947 : Spitzberg
- 1949 : La Route du fer
- 1951 : Paris s'éveille
- 1952 : Les Cathédrales de France au rythme des saisons
- 1953 : Au secours des bêtes
- 1955 : La France romane
- 1955 : Le soleil se lève… à l'est de chez nous
- 1957 : Suite française d'André Jolivet
- 1958 : Les Peintres romans
- 1958 : Le Mal des autres
- 1958 : Pastorale d'automne
- 1959 : Vous n'avez rien contre la jeunesse ? (présenté au Festival de Tours 1958)[2]
- 1960 : Connaissez-vous la Vendée ?
- 1961 : Demain le Rouergue
- 1963 : La Meuse, fleuve de guerre, fleuve de paix

Longs métrages
- 1964 : Paris-secret (documentaire)
- 1968 : La Louve solitaire

Téléfilms
- 1973 : Le Bleu d'outre-tombe
- 1974 : L'Ange de la rivière morte
- 1979 : Le Triomphe de l'amour
- 1980 : Lettres d'amour sur papier bleu
- 1980 : Le Fourbe de Séville
- 1980 : Audience
- 1980 : Vernissage
- 1982 : L'Ours en peluche
- 1983 : Les Chardons de la colline
- 1983 : Lily Lamont
- 1983 : L'Entourloupe
- 1989 : Tempête sur la Manche

### Mini-séries
- Les Coqs de minuit (1973), avec Claude Brosset (d'après Pierre Gamarra)[3]